# Otto Nicolai
Otto Nicolai (9. juni 1810 i Königsberg – 11. maj 1849 i Berlin) var en tysk komponist og dirigent. Han er mest kendt for sine operaer, navnlig De lystige koner i Windsor.
Som hofkapelmester i Wien begyndte Nicolai en række koncerter, som faktisk blev begyndelsen til Wiener Philharmonikerne.